# Донателло
Донателло (Donatello, повне ім'я Донато ді Нікколо ді Бетто Барді італ. Donato di Niccolo di Betto Bardi; близько 1386 — 13 грудня 1466, Флоренція) — один із найвідоміших італійських скульпторів епохи Відродження, основоположник індивідуалізованого скульптурного портрету.

## Біографія
Донателло народився у Флоренції, 13 грудня 1386 року. Певний час вчився в майстерні живописця і скульптора Біччі ді Лоренцо, користуючись заступництвом багатого флорентійського банкіра Мартеллі. Для закінчення своєї художньої освіти з 1401 року їздив на два або на три роки в Рим, разом із відомим архітектором Брунеллескі. Одна з його перших робіт — мармуровий Давид (1404 р.) у соборі Санта-Марія-дель-Фйоре, видно що це робота учня і має багато готичних рис. Донателло дотримувався реалістичних принципів, іноді здається, що він навмисне відшукував непривабливі сторони природи.
Вивчення пам'ятників греко-римської пластики дещо стримало його реалістичні прагнення. Тому у нього можна виділити два стилі: реалістичний і класичний. До першого відноситься його статуя Магдалини (біля 1434, знаходиться у флорентійській Крестильниці). Це схудла стара з довгим волоссям. Той же напрям видно і в його статуї пророка Авакума, відомої під назвою Zuccone («головатий») і поміщеної на фасадній стороні башти Джотто, у Флоренції. Статуя ця — портрет сучасника, з великою лисою головою. Плоский рельєф, що зображає голову св. Цецилії в профіль, заледве відділяється від фону і належить до класичного стилю Донателло (тепер знаходиться в Англії). Наслідування античному мистецтву є в бронзовому барельєфі музею Барджелло у Флоренції, який зображає тріумф Вакха, так само як і в напівфігурах Силена і вакханки, на бронзовій плоскій чаші (у Кенсингтонському музеї в Лондоні).
Барельєфи Донателло, вирізьблені у восьми медальйонах і замовлені Козімо Медічі для внутрішнього портика його палацу, де вони знаходяться донині — мабуть, просто копії з антиків.

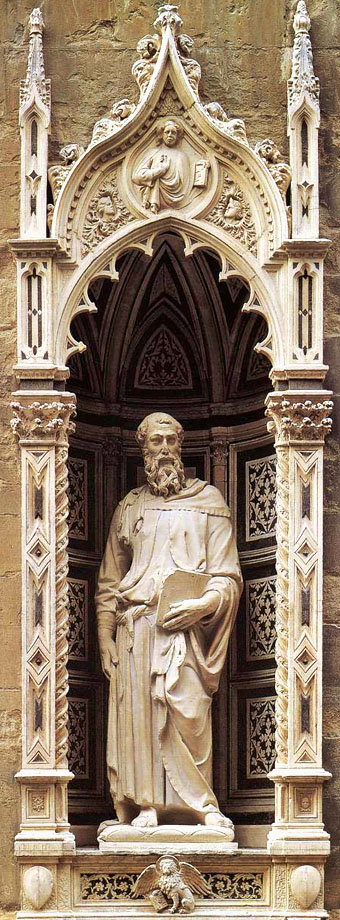
Святий Марк
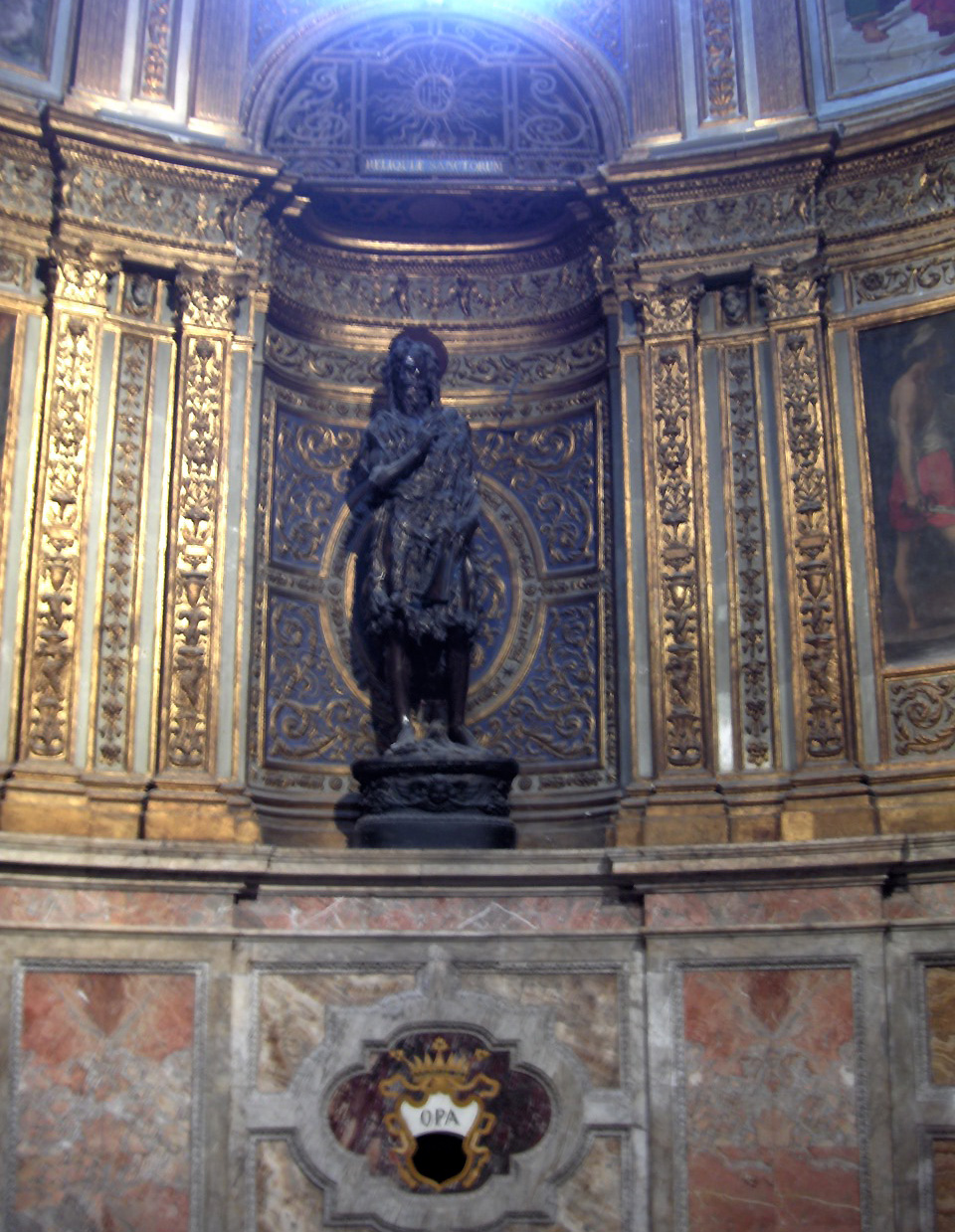
Св. Іоанн Хреститель
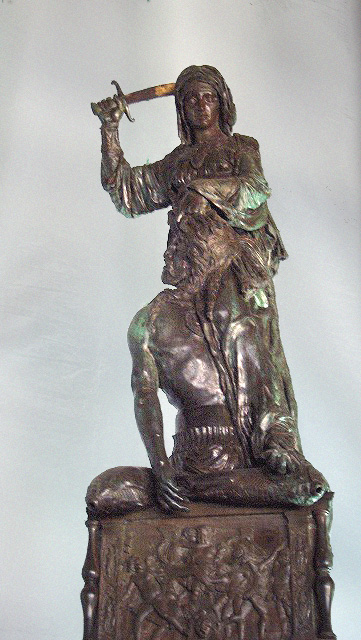
Юдиф і Олоферн
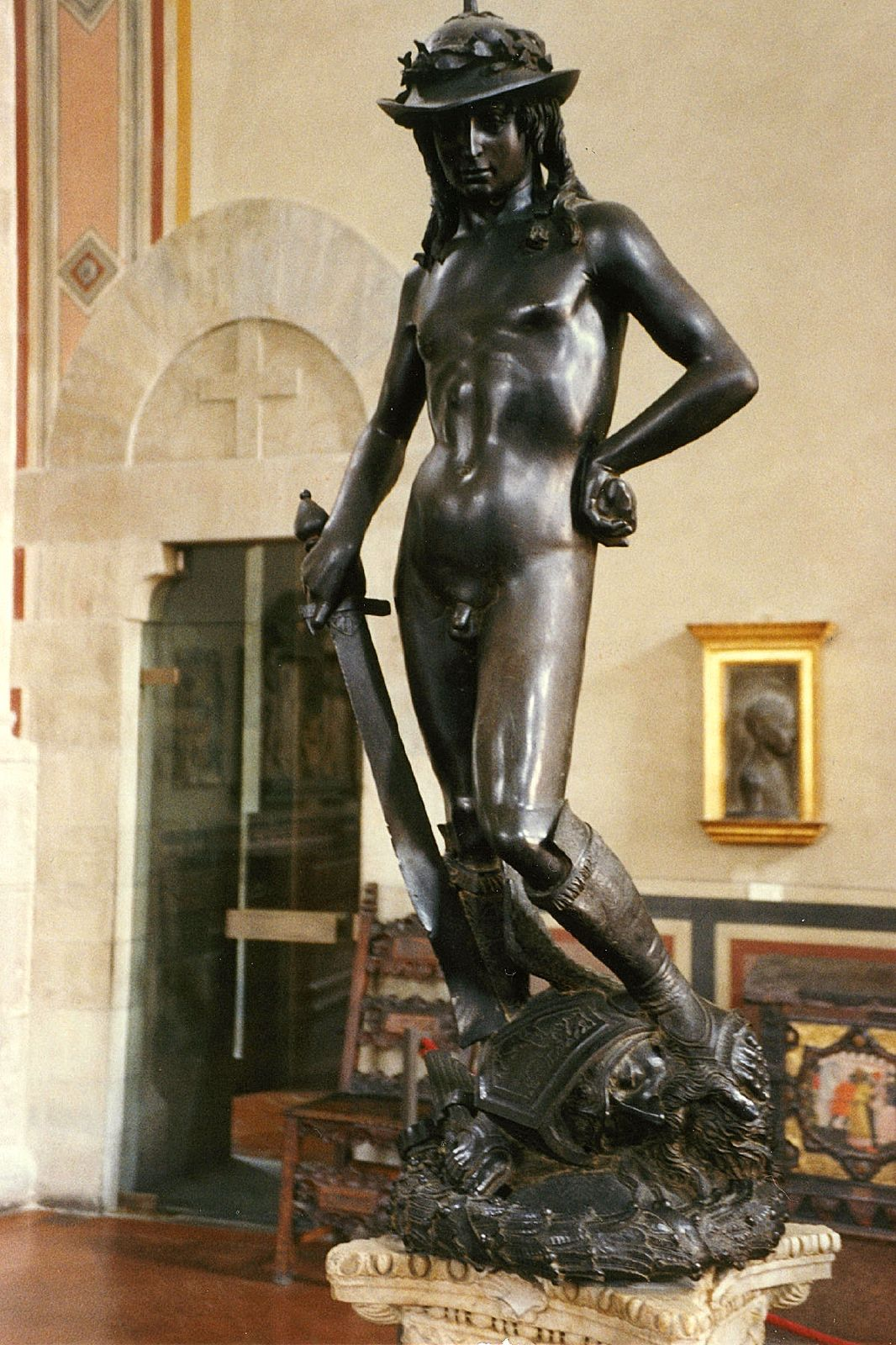
Давид
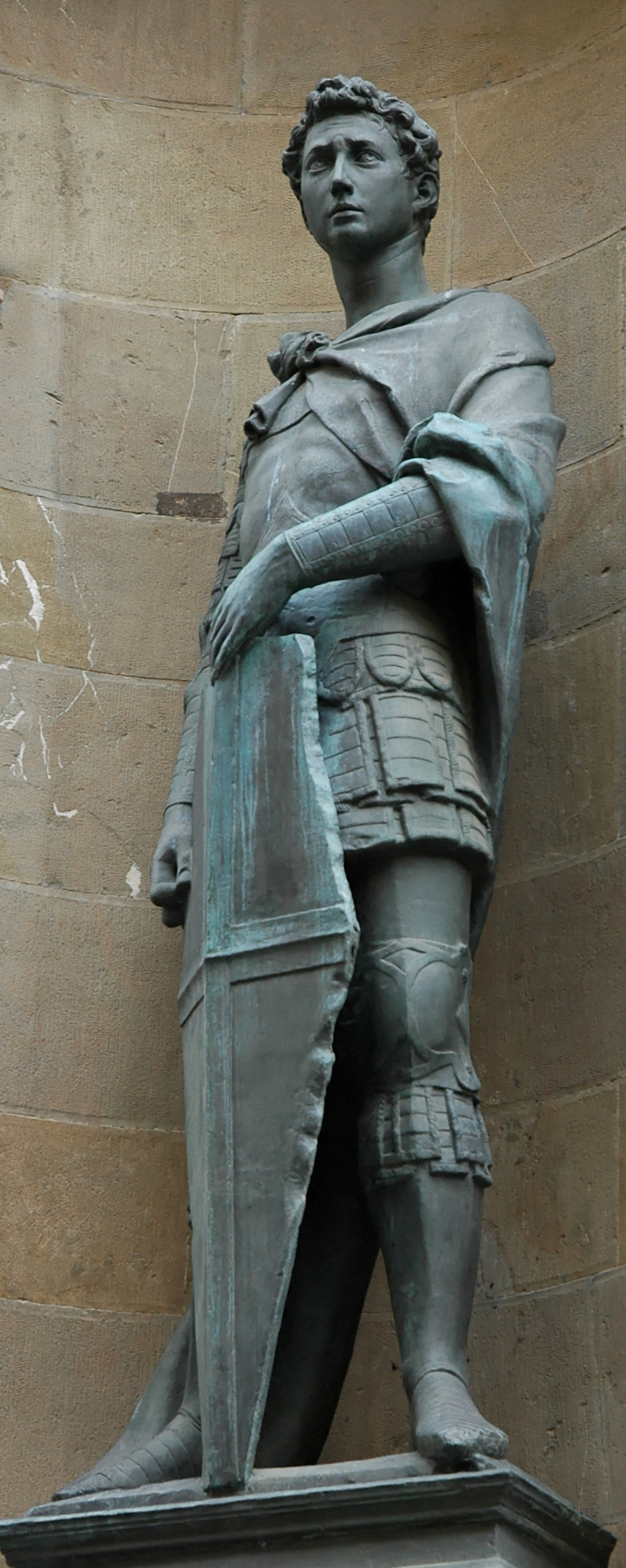
Святий Георгій

Але найкращі роботи — ті, в яких він, не захоплюючись зайвим реалізмом і не наслідуючи творам старовини, шукав своїх ідеалів у самому собі. Це, наприклад, можна сказати про мармурову статую св. Георгія і про статуї Давида і апостола Марка. Перша вилита з бронзи, друга мармурова, обидві знаходяться у Флоренції. Менш вдала бронзова статуя Юдіфи, в Loggia del Lanzi, в Флоренції. Декілька статуй зробив Донателло для фасаду флорентійського собору; між тими, що збереглися статуя євангеліста Іоанна.

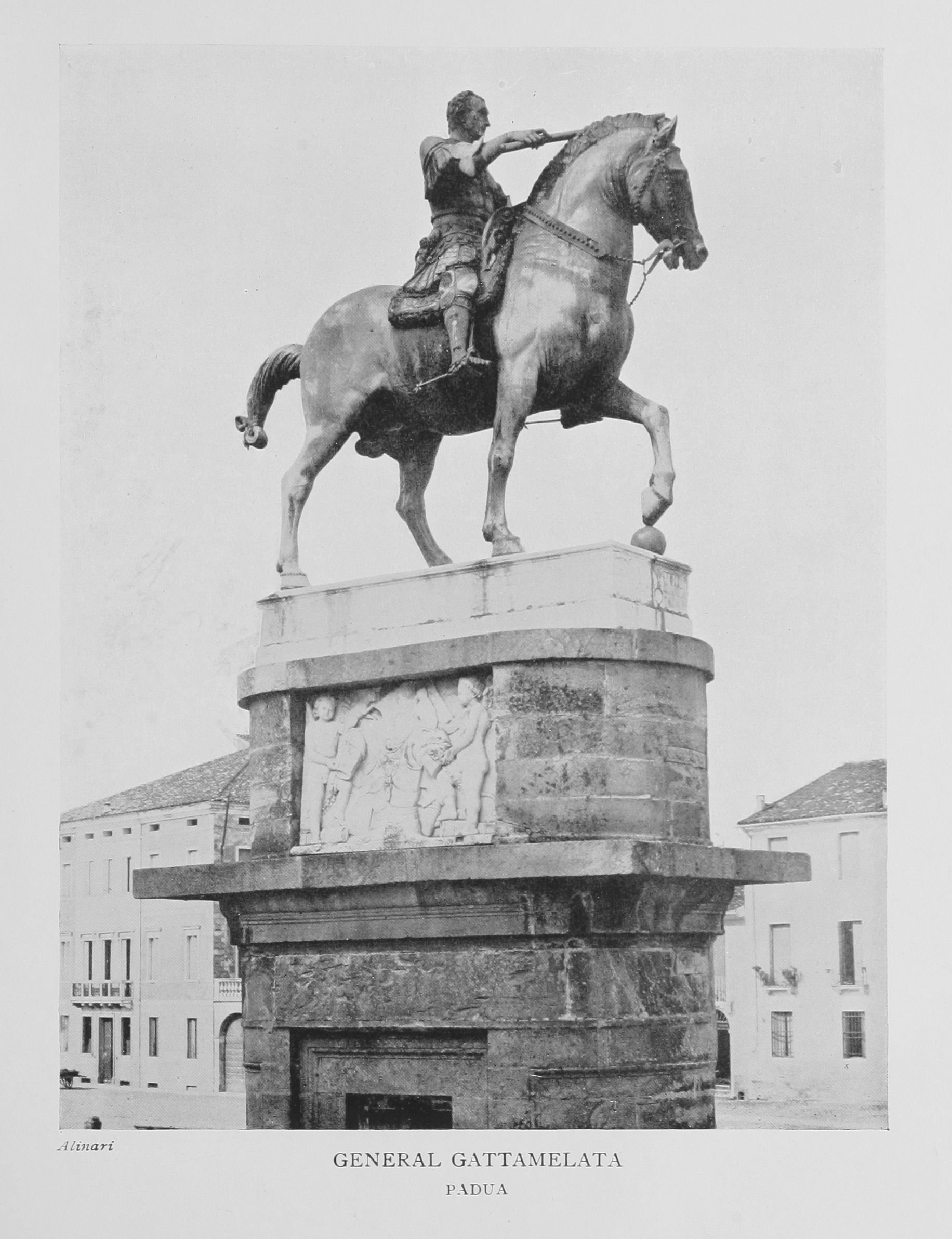
Пам'ятник Гаттамелаті

У 1444 році Донателло покликали в Падую для створення з бронзи кінної статуї кондотьєра Венеційської республіки Гаттамелати (Erasmo Marzi da Narni). Вона стоїть тепер перед церквою св. Антонія. З часів стародавніх римлян не було вилито в Італії жодної подібної колосальної статуї.
Художник залишився в Падуї до 1456, і виконав там, за допомогою своїх учнів, декілька робіт для прикраси церкви св. Антонія. Найчудовіші з них — бронзові барельєфи, з епізодами з життя названого святого, покровителя Падуї. Чудова його мармурова статуя Іоанна в музеї Барджелло. Худорлявий, як скелет, він має вираз як би незакінченої ні на чому думки, і йде вперед, як би не знаючи сам куди; його напіввідкриті вуста готові вимовити пророчі слова. Відмінна риса Донателло полягає в тому, що він із таким же мистецтвом зображав силу, енергію, як і грацію, миловидність. Його барельєф мармурового балкончика собору р. Прато, створений в 1434 році, зображає напівголих дітей або геніїв, які танцюють хороводом, або грають на різних інструментах, із вінками квітів. Рухи дітей надзвичайно живі, різноманітні та грайливі. Те ж саме можна сказати й про інші мармурові барельєфи, що призначалися для флорентійського собору і знаходяться нині в Opera del Duorno. Деякі дитячі бюсти Донателло у високому ступені вірно відтворюють дійсність і надзвичайно миловидні. Донателло вдавалось з надзвичайною точністю вгадувати враження, яке його роботи справлятимуть при розгляданні з тієї, чи іншої відстані, а також визначати ступінь довершеності своїх робіт.
Портретні бюсти — галузь пластики, обожнювана греками і римлянами й цілковито закинута у Середньовіччі — воскресив саме Донателло. Деякі з його бюстів чудові за своєю індивідуальністю і не дуже характеристичні. Взагалі Донателло з незвичайним умінням передавав духовне життя особи, яку мав відтворити у скульптурі. Такий, наприклад, бюст із розфарбованої обпаленої глини Нікколо та Уццано (нині в музеї Барджелло). Цікаві твори Донателло знаходяться в ризниці церкви св. Лаврентія, у Флоренції. Там же можна м відлитими ним дверима з фігурами апостолів і святих. Донателло передавав пристрасті різко, з деякою жорсткістю, іноді навіть у відштовхуючих формах, як наприклад, барельєф, виконаний із фарбованого гіпсу, знаходиться в церкві св. Антонія, в Падуї, і що зображає «Положення в труну». Те ж саме ми бачимо і в останньому його творі, закінченому після його смерті учнем Бертольдо, а саме в барельєфах двох кафедр у церкві св. Лаврентія, які зображають Пристрасті Господні. Донателло виконав також, разом зі своїм учнем, Мікелоццо Мікелоцці, декілька надгробних пам'ятників у церквах; між ними чудовий монумент розвінчаного папи Іоанна XXIII: він послужив зразком для численних надгробних пам'ятників, які з'явилися в XV і XVI сторіччях у багатьох церквах Італії. Останні роки свого життя Донателло провів у Флоренції, працюючи до глибокої старості. Помер 13 грудня 1466 року і похований з великими почестями в церкві св. Лаврентія, прикрашеною його роботами.

## Галерея

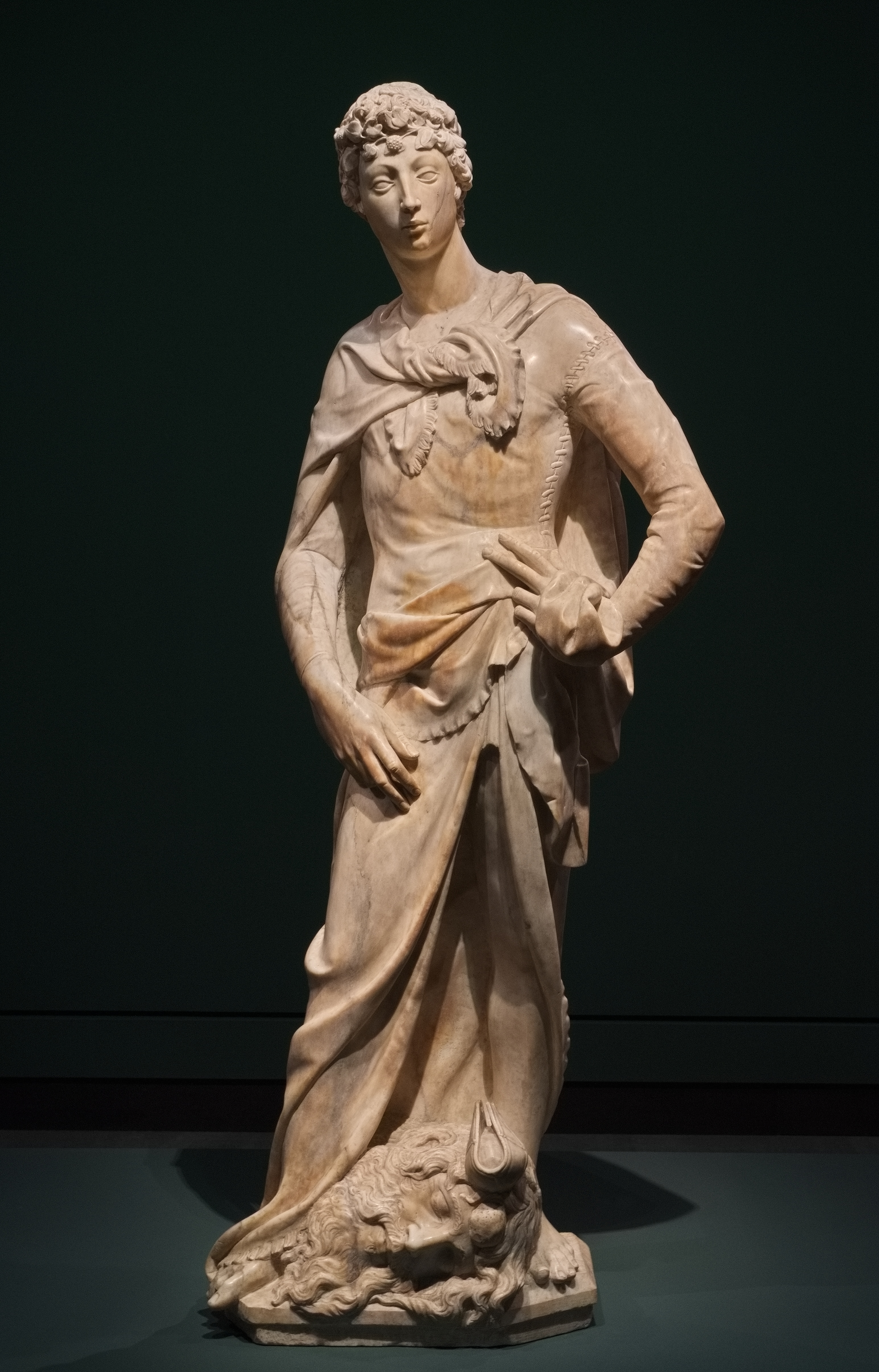
The "marble David", 1408–09 and 1416, Bargello
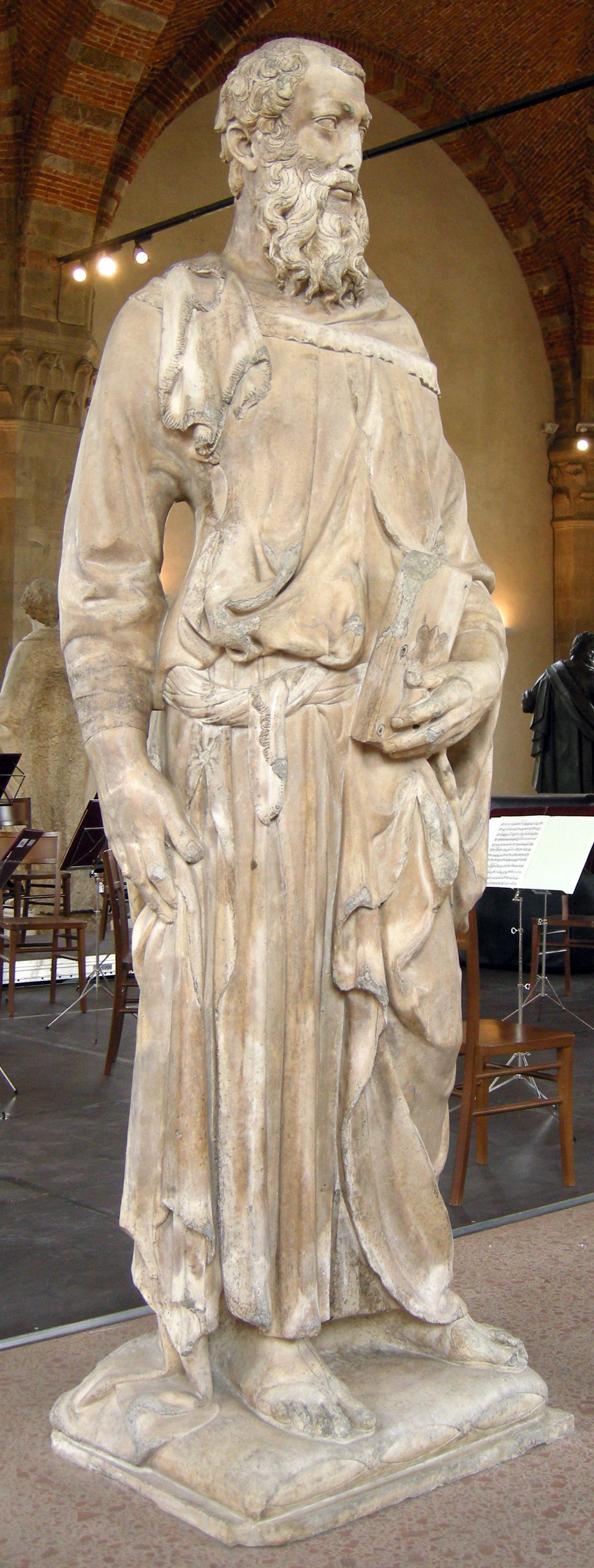
Saint Mark, Orsanmichele, 1411–13
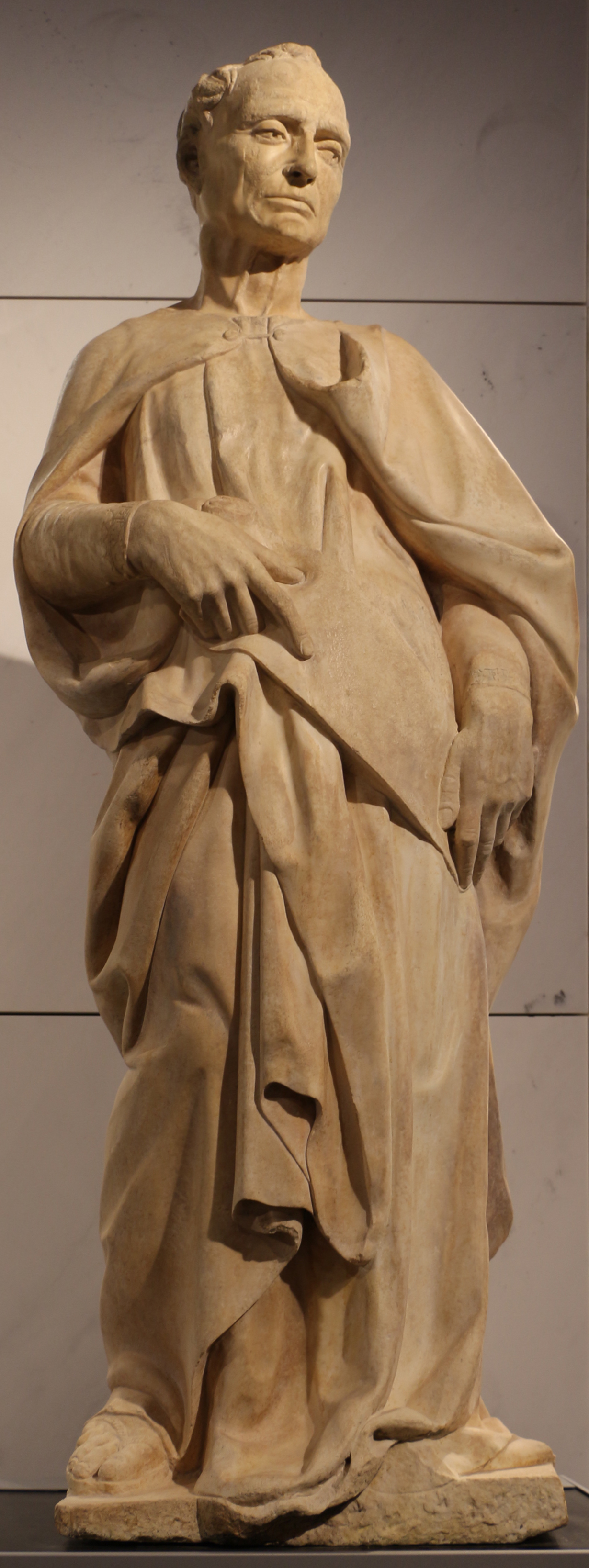
The "Beardless Prophet" for the campanile, 1416–18, Museo dell'Opera del Duomo
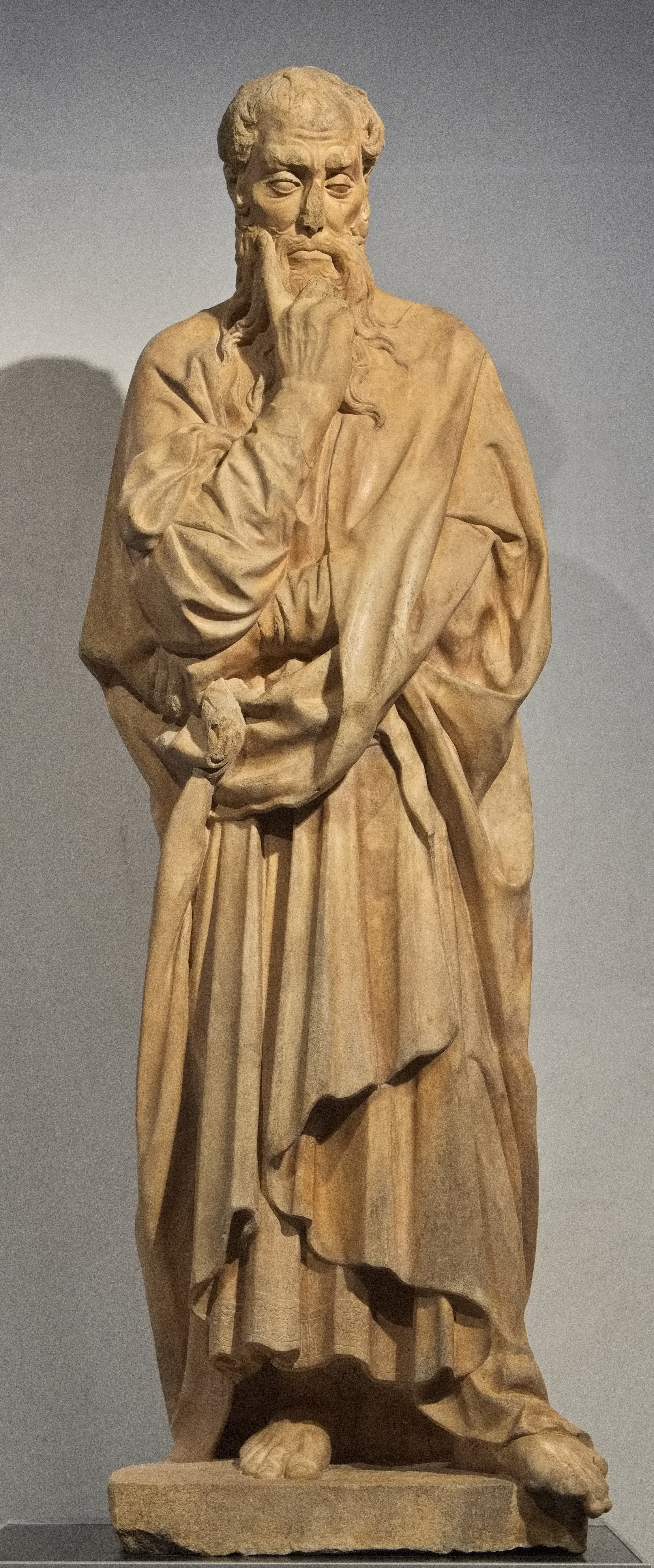
Bearded Prophet, for the campanile, 1418–20, Museo dell'Opera del Duomo
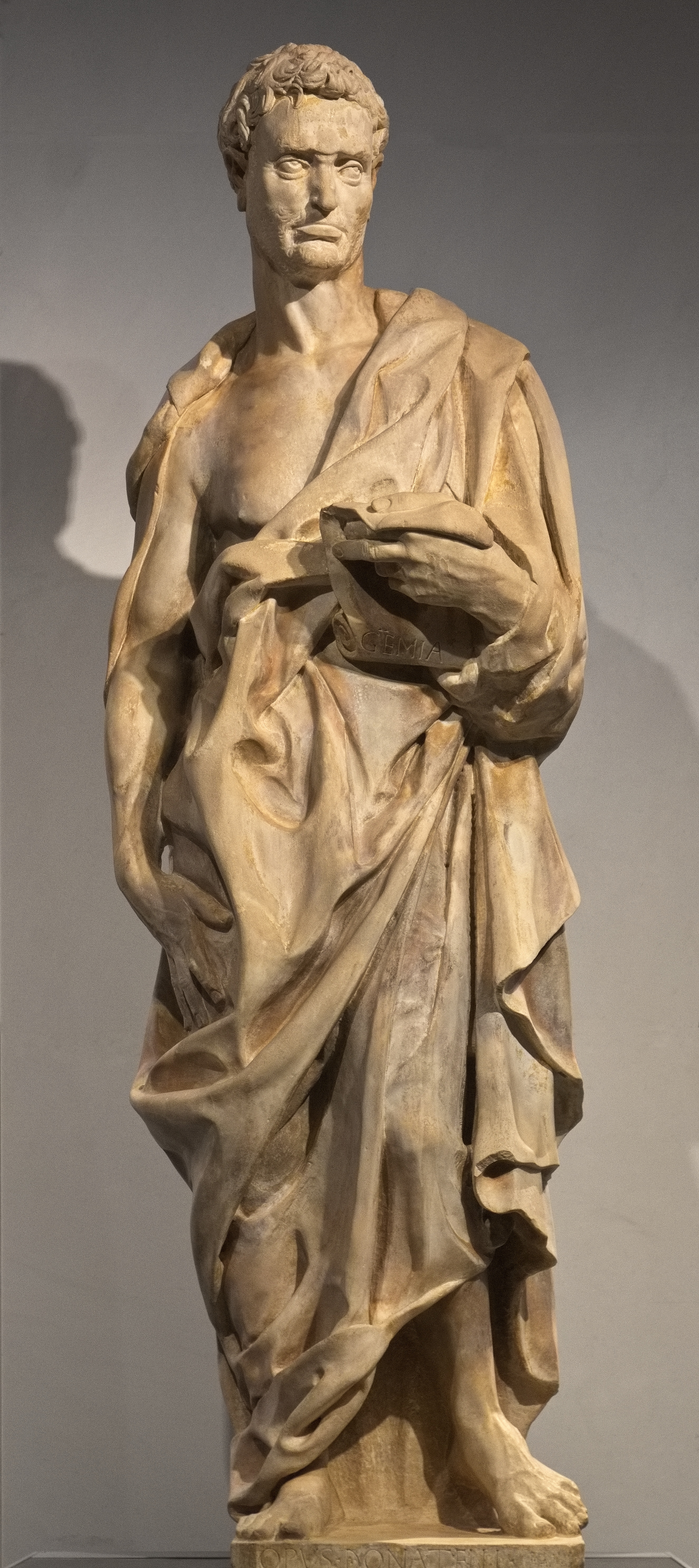
Jeremiah, for the campanile, 1423–26, Museo dell'Opera del Duomo
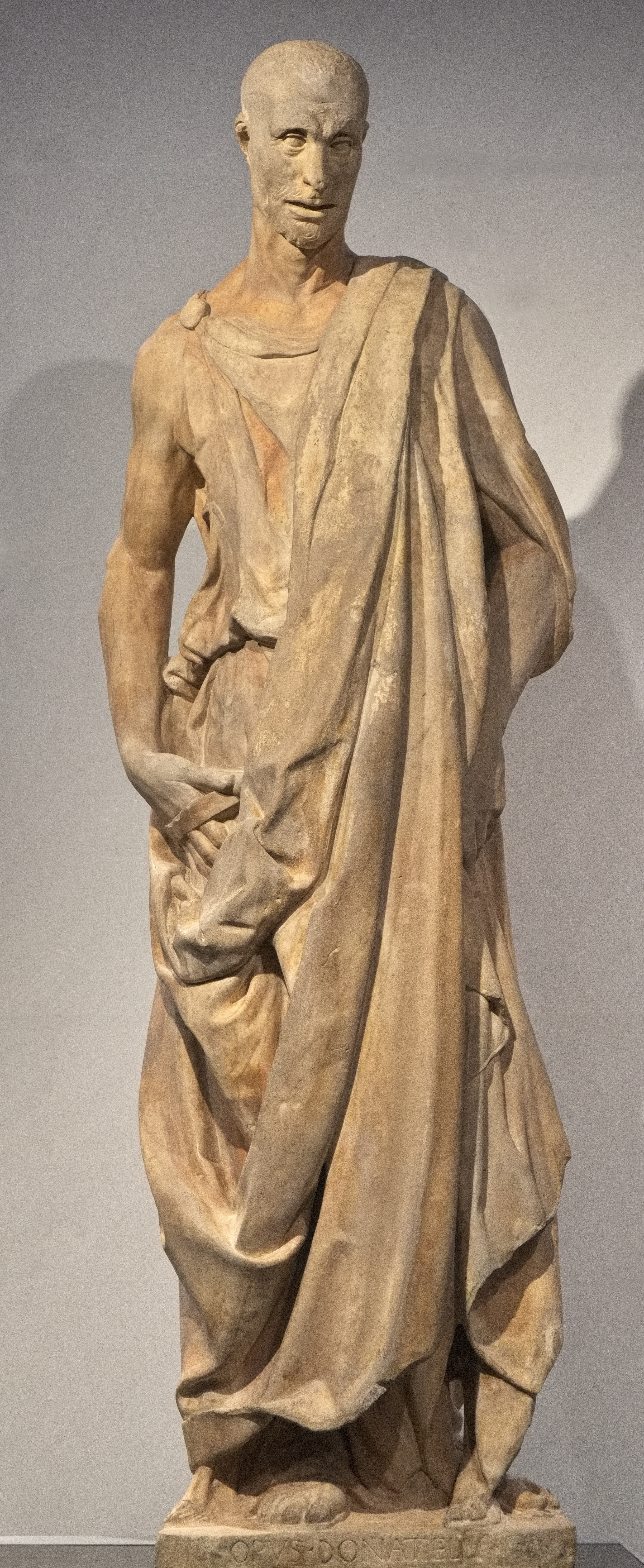
Il Zuccone, for the campanile, 1426–c. 1427 and 1435–36, Museo dell'Opera del Duomo
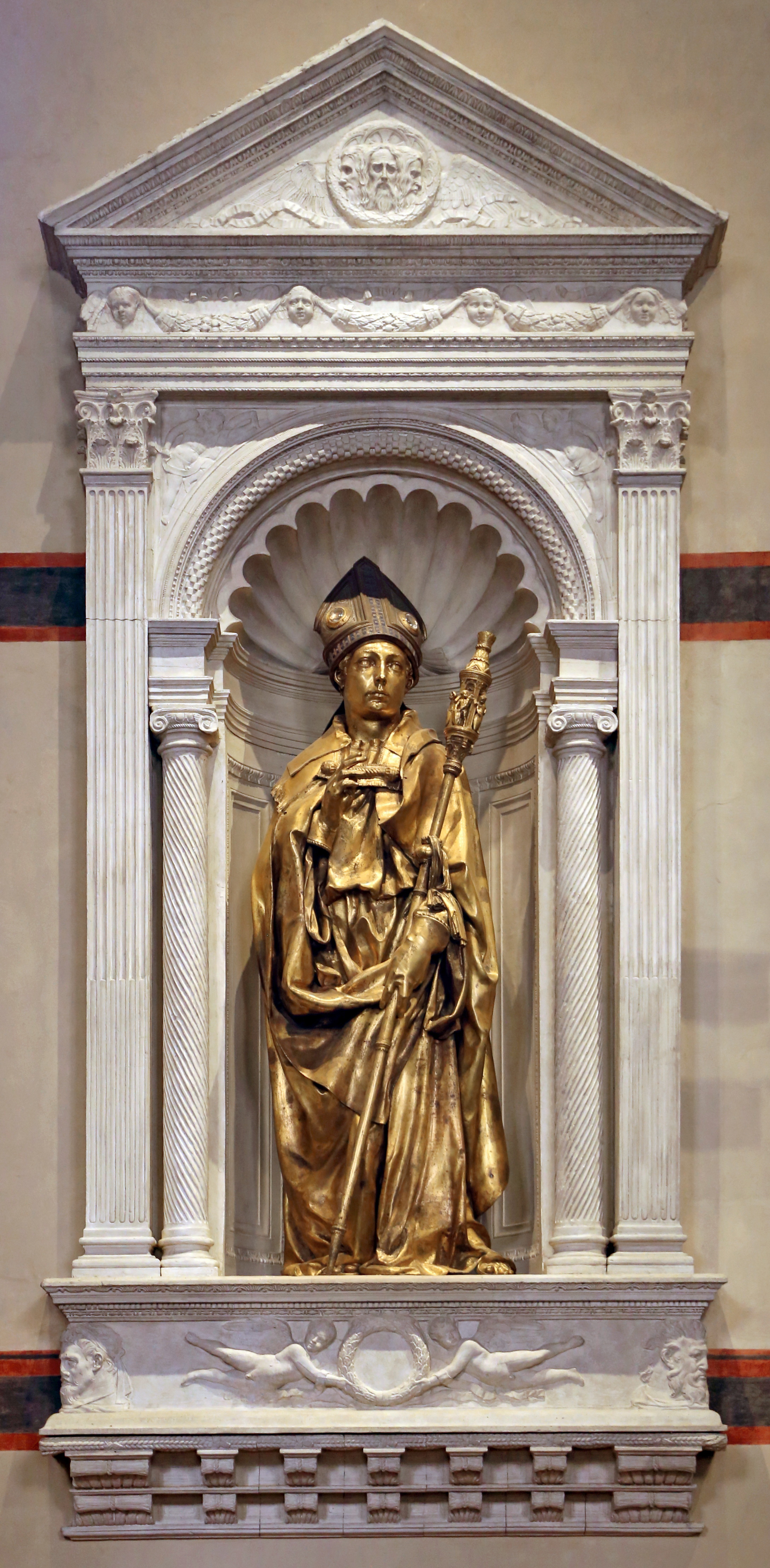
Saint Louis of Toulouse and its (copied) niche for Orsanmichele, 1423–25
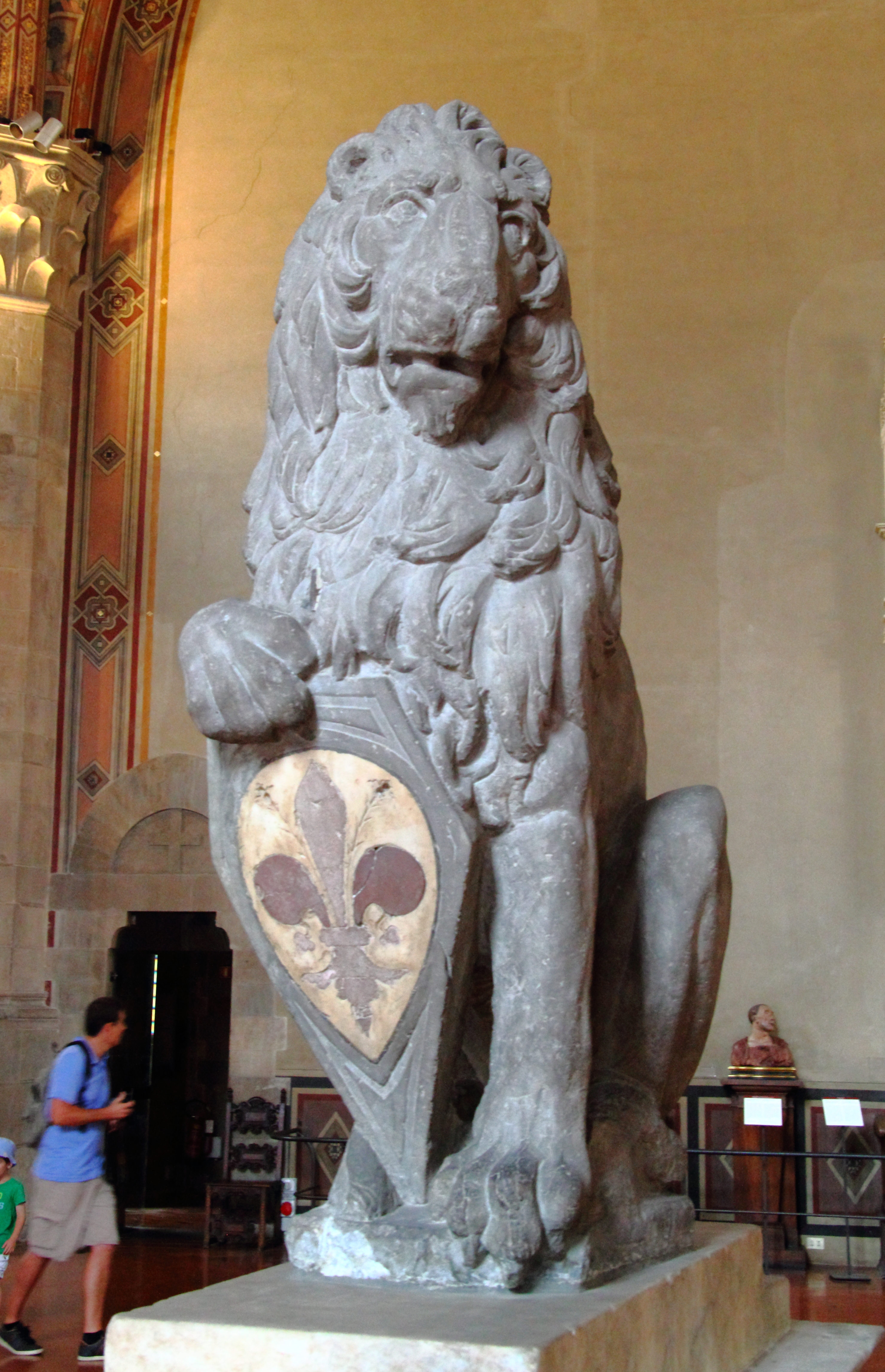
The Marzocco, 1418–20, Bargello

## Вшанування пам'яті
- 6056 Донателло — астероїд, названий на честь митця.